# Slobodan Novak
 (juillet 2016).
Si vous disposez d'ouvrages ou d'articles de référence ou si vous connaissez des sites web de qualité traitant du thème abordé ici, merci de compléter l'article en donnant les références utiles à sa vérifiabilité et en les liant à la section « Notes et références ».
Slobodan Novak (né le 3 novembre 1924 à Split, au Royaume de Yougoslavie, et mort le 25 juillet 2016 à Zagreb (Croatie)) est un romancier et un essayiste croate.

## Biographie
Slobodan Novak a effectué ses études élémentaires à Rab, ses études secondaires aux lycées de Split et de  Sušak. Il est sorti diplômé en langue croate et en littérature yougoslave de l'Université de Zagreb en 1953. Pendant la Seconde Guerre mondiale, il fit partie du Mouvement national de libération croate (Narodnooslobodilački pokret u Hrvatskoj), qu'il décrivit ensuite avec ironie dans ses essais documentaires  Digresije (Digressions) et Protimbe (Dissidence, parus en 2003. Il a travaillé en tant que lecteur, correcteur et dramaturge au Théâtre national croate de Split puis comme journaliste et rédacteur en chef dans diverses revues ou journaux. En 1983, il est devenu membre de l'Académie croate des sciences et des arts et, le 17 juillet 1999, il a été nommé citoyen d'honneur de la ville de Rab. 

## Récompenses
Parmi les nombreuses récompenses reçues par Slobodan Novak pour son travail littéraire, on peut citer le prix NIN du meilleur roman pour Mirisi, zlato, tamjan (Le Parfums, l'Or et l'Encens) et, en 1990, le prix Vladimir Nazor pour l'ensemble de son œuvre.

## Œuvres
- Glasnice u oluji (« Messagers de la tempête »), Zagreb, 1950.
- Izgubljeni zavičaj (« La Patrie perdue »), Split, 1954.
- Trofej (« Trophée »), Zagreb, 1960.
- Tvrdi grad, Zagreb, 1961.
- Mirisi, zlato i tamjan", Zagreb, 1968.
- Dolutali metak, Zagreb, 1969.
- Izvanbrodski dnevnik, Zagreb, 1977.
- Tri putovanja (« Trois voyages »), Zagreb, 1977.
- Južne misli (« Sud de la pensée »), Zagreb, 1990.
- Digresije, Zagreb, 2001.
- Protimbe, Zagreb, 2003.
- Pristajanje (« Acceptation »), Zagreb, 2005.